# Hoquei sobre trineu

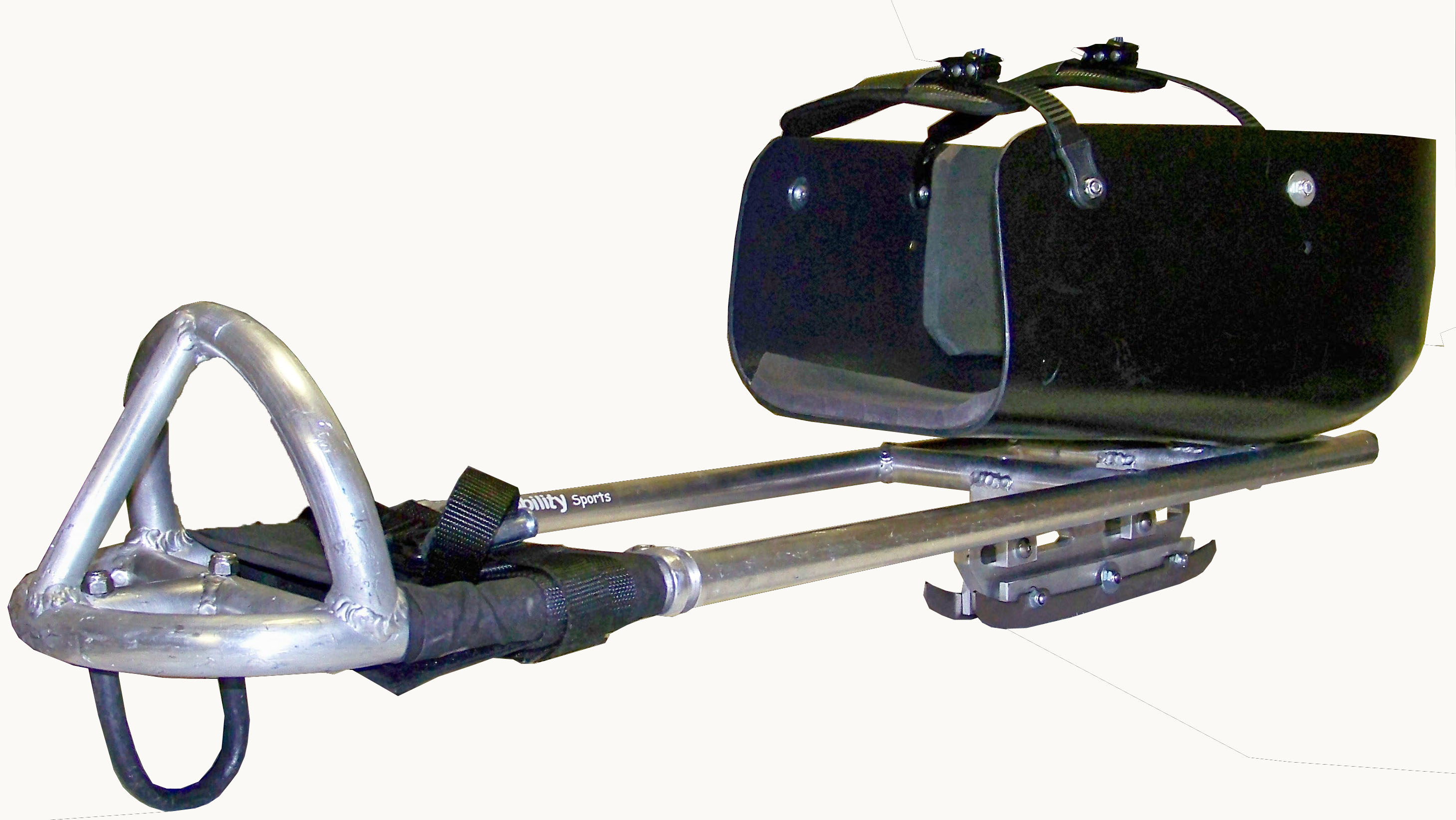
Trineu per a hoquei sobre gel

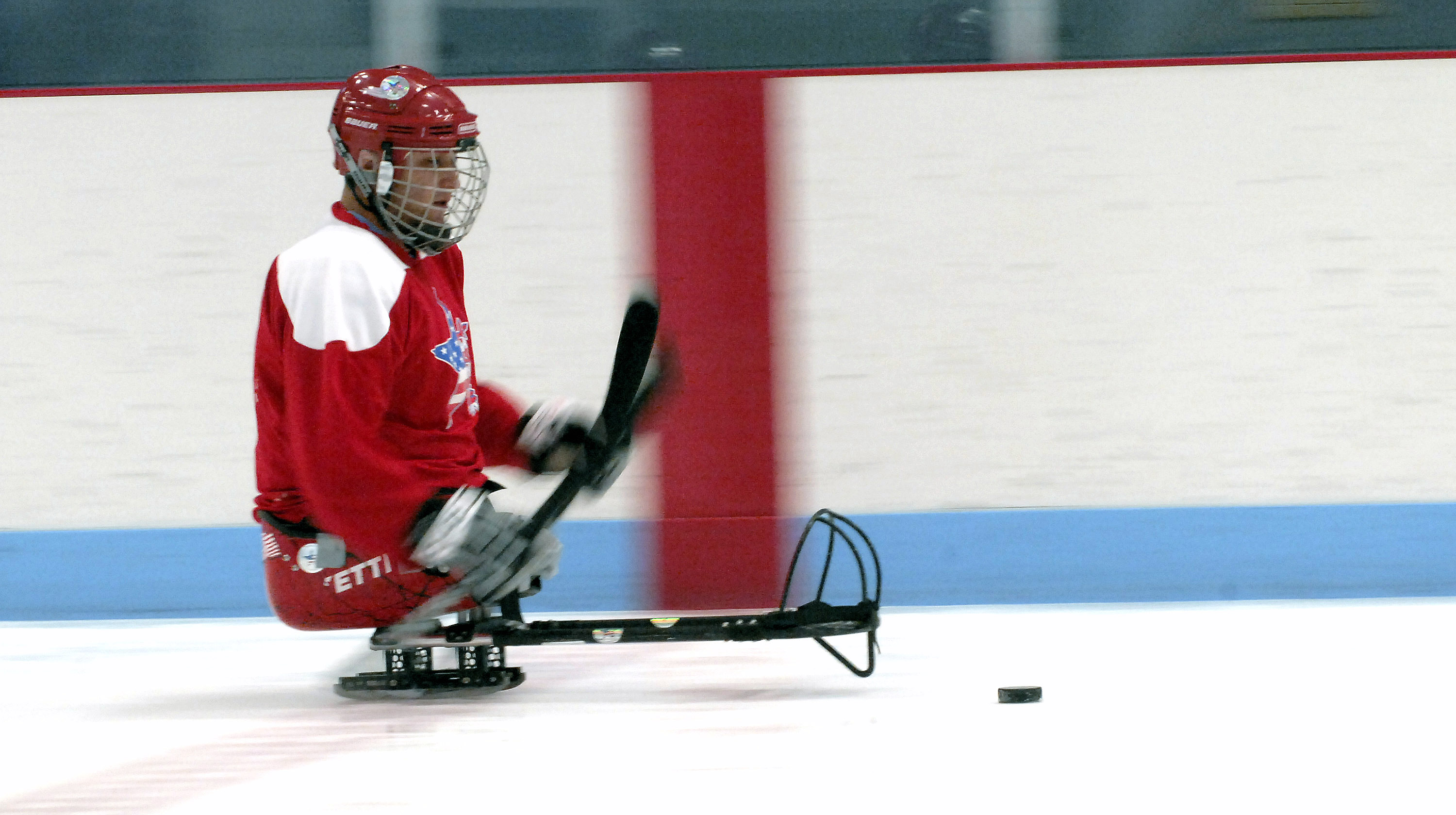
Un jugador d'hoquei sobre gel amb trineu que maneja el disc.

L'hoquei sobre gel amb trineu és un esport que va ser dissenyat per permetre jugar a participants amb una discapacitat física per jugar a l'hoquei sobre gel. L'hoquei sobre gel amb trineu va ser inventat a les primeries de 1960 a Estocolm, a un centre de rehabilitació. És actualment un dels esports més populars als Jocs Paralímpics.

## Història
Dos Suecs van dissenyar l'hoquei sobre gel amb trineu en 1960 perquè van voler per jugar hoquei malgrat la seua discapacitat física. El seu disseny va incloure dos patins baix un marc de metall que permetia que el disc passara per sota. Van completar l'assemblatge incloent dos barres de manillar de bicicleta com a pals. Tot i que hi ha moltes restriccions a les mides i pes del trineu utilitzats en el Jocs paralímpics, poc ha canviat del disseny original als que existeixen avui.
Malgrat el declivi inicial de l'interès després de la invenció de l'hoquei sobre gel amb trineu, les competicions d'hoquei sobre gel amb trineu entre equips d'hoquei van començar l'any 1971 amb cinc equips europeus. L'any 1981, la Gran Bretanya va establir el seu primer equip d'hoquei sobre gel amb trineu, i va ser seguit pel Canadà el 1982. No va ser fins al 1990 que els Estats Units van desenvolupar el seu primer equip d'hoquei sobre gel amb trineu, que va continuar expandint-se quan Estònia i Japó van desenvolupar els seus equips el 1993. L'hoquei sobre gel amb trineu va convertir-se en esdeveniment internacional el 1994 a l'inici dels Jocs Paralímpics de Lillehammer amb Suècia com a guanyadora de la primera medalla d'or d'una competició d'hoquei sobre gel amb trineu. En 1998 durant els següents Jocs Paralímpics en Nagano, Noruega va guanyar la medalla d'or mentre Canadà i Suècia van fer plata i bronze respectivament. Als Jocs Paralímpics de 2002 a Salt Lake City, la medalla d'or fou per als Estats Units amb Noruega i Suècia en el segon i tercer lloc. Els Jocs Paralímpics del 2006 a Torino la medalla d'or va ser pel Canadà, plata per Noruega, i bronze per als Estats Units. En Vancouver, fou el primer cop que el torneig va ser disputat per equips mixtos; permetent a les dones incorporar-se als equips, quan anteriorment sols havien competit els homes.

## Regles
Essencialment totes les regles de l'hoquei sobre gel que regulen les seues lligues, s'apliquen a l'hoquei sobre gel amb trineu. Les diferències són les necessàries per a fer-ho amb trineu i les pròpies de l'atleta. El primer conjunt de regles internacionals van ser creades el 1990 a partir del redactat de les regles canadenques. L'única regla pròpia a l'hoquei sobre gel amb trineu és Teeing-cobrant un adversari que utilitza qualsevol part del radi de front del trineu.
L'entrada a la banqueta i a la banqueta de penalització estan construïts a nivell del terreny de joc perquè els jugadors puguen accedir-hi sense l'ajuda d'un entrenador o altra persona.
A més, la superfície a la zona de les banquetes està fabricada en gel o plàstic llis, per evitar dany als jugadors amb trineu.
Tots els jugadors han de tindre el seu trineu equipament d'hoquei sobre gel amb trineu segons l'estàndard de la HECC (el Consell de Certificació d'Equipament d'Hoquei Inc.), incloent el trineu, els estics d'hoquei, casc, patins sobre gel (si pertoca), i l'equipament protector. Els estics dels jugadors d'hoquei sobre gel amb trineu tenen una fulla torçada i un acabat similar a l'hoquei de gel, i generalment amb de sis a vuit dents de metall al final oposat de la fulla per maniobrar i donar-se propulsió. El moviment s'aconsegueix utilitzant les dents de metall per falcar-se al gel i empentar-se un mateix cap al davant. Les dents metàl·liques no poden sobre-eixir més d'1 cm de l'estic, per impedir danys al gel o lesionar altres jugadors.

## Hoquei sobre trineu en línia
Basat en l'hoquei sobre trineu sobre gel, l'hoquei sobre trineu en línia es juga amb les mateixes regles que hoquei sobre patins en línia (essencialment hoquei de gel es juga fora del gel utilitzant patins en línia) i és jugat en un pavelló d'esports i no damunt del gel. L'hoquei sobre trineu en línia fou ideat per l'atleta paralímpic britànic Matthew Lloyd. Tanmateix, ha estat desenvolupat per la dedicació i el compromís de diverses organitzacions incloent-hi el Hull Stingrays Elite League Ice Hockey Team, els fabricants de cadires de rodes RGK, l'associació britànica d'hoquei amb trineu, l'associació per a l'esport en cadira de rodes al Regne Unit, Paralympians United, i el British Inline Puck Hockey Association.
No hi ha cap sistema de punts per a la classificació aplicable al joc d'hoquei amb trineu en línia, a diferència d'altres esports d'equip com el bàsquet en cadira de rodes i el rugby en cadira de rodes. L'hoquei amb trineu en línia es desenvolupa permetent que tothom, tant si tenen com si no una discapacitat, puguen competir a nivell de Campionat Mundial basant-se sols en el talent i l'habilitat. Això fa de l'hoquei amb trineu en línia un esport veritablement inclusiu. L'equipament és exactament el mateix que per a l'hoquei en línia a excepció del trineu i un estic addicional.
Els primers jocs d'hoquei amb trineu en línia van ser jugats dins dels Torneig de veterans d'hoquei en línia celebrats a Bisley a Anglaterra, el 19 i 20 desembre 2009.